# Konolfingen (huyện)
Konolfingen là một huyện ở bang Bern, Thụy Sĩ. Huyện lỵ là đô thị Konolfingen. Huyện này bao gồm 31 đô thị với diện tích 214 km².
- CH-3672 Aeschlen bei Oberdiessbach
- CH-3112 Allmendingen bei Bern
- CH-3508 Arni bei Biglen
- CH-3507 Biglen
- CH-3674 Bleiken bei Oberdiessbach
- CH-3533 Bowil
- CH-3671 Brenzikofen
- CH-3510 Freimettigen
- CH-3506 Grosshöchstetten
- CH-3510 Häutligen
- CH-3671 Herbligen
- CH-3629 Kiesen
- CH-3510 Konolfingen
- CH-3434 Landiswil
- CH-3673 Linden BE
- CH-3532 Mirchel
- CH-3110 Münsingen
- CH-3504 Niederhünigen
- CH-3672 Oberdiessbach
- CH-3504 Oberhünigen
- CH-3531 Oberthal
- CH-3629 Oppligen
- CH-3113 Rubigen
- CH-3082 Schlosswil
- CH-3502 Tägertschi
- CH-3083 Trimstein
- CH-3512 Walkringen
- CH-3114 Wichtrach
- CH-3076 Worb
- CH-3532 Zäziwil